# Christen Gathenhielm
Christen Gathenhielm, eller Christian Gathenhielm (före adlandet Gathe), född 6 oktober 1682 i Onsala socken, Fjäre härad i norra Halland, död 5 mars 1722 i Kristine församling i Göteborg, var en svensk sjöofficer och kapare. Han gifte sig 1711 med Helena Catharina Utfall. Han var bror till Lars Gathenhielm.
Christen Gathenhielm var son till skepparen Anders Börjesson Gathe och Kerstin Larsdotter. Redan som elvaåring gick han till sjöss ombord på ett fartyg från Onsala, och seglade därefter med fartyget under sex år på England, Holland, Frankrike, Spanien och Portugal. Han blev 1699 styrman och 1701 kofferdikapten. 1704 inköpte han ett fartyg i Dunkerque bestyckat med 18 kanoner för sina redares räkning och förde sedan befäl på fartyget, som tack vare sin beväpning inte behövde gå i konvoj. Efterhand skaffade han sig andelar i ett flertal fartyg, ofta i kompanjonskap med sin far. Under återresa från Portugal i början av 1710 fick han i Amsterdam besked om att hans far avlidit. Kort därefter blev Christen Gathenhielm extraordinarie underlöjtnant vid amiralitetet i Göteborg. Själv var han missnöjd med befattningen då han ansåg sig i många år ha fört befäl på fartyg och därför borde ha utnämnts till kapten.
Tillsammans med brodern Lars Gathenhielm och några andra intressenter lät han samma år bygga kaparfartyget La Revenge och sedan han fått tjänstledigt från sin tjänst inom flottan begav han sig ut med fartyget och lyckades med detta ta tre danska handelsfartyg vid jylländska kusten, och därefter tre fartyg utanför norska kusten. Efter det rika bytet påbörjade Christen Gathenhielm och hans medintressenter byggandet av tre kaparfartyg. Han tjänstgjorde därefter sommaren 1711 vid flottan, men blev i oktober 1711 befälhavare på gallioten Jägaren, som han inköpt med Sebastian Tham och Alexander Williamsson för att upprätthålla postförbindelsen mellan Göteborg och Nederländerna. Trots förbud att angripa andra fartyg än för att försvara sig kapade han på hemresan ett större fartyg. 1712 tjänstgjorde Christen Gathenhielm åter vid flottan och befordrades detta år till extraordinarie överlöjtnant. I början av 1713 gav han sig dock åter ut på kaperi, nu med kaparfregatten Göta Lejon och erövrade två norska fartyg. 1714 tjänstgjorde han åter vid flottan och var nu som extraordinarie amiralitetskapten befälhavare på fregatten Fredrik som under kryssning i Nordsjön uppbringade ett under engelsk flagg seglande danskt fartyg. 1715 adlades han tillsammans med sin bror och erhöll 1716 konfirmation på sin grad som amiralitetskapten. Han var 1716 även chef på galären Proserpina under slaget vid Dynekilen, där hans fartyg erövrades av fienden. Besättningen lyckades dock ta sig i land och undgick fångenskap.
Christen Gathehielm befordrades 1718 till kommendör; 1720 erhöll han avsked från sin militära befattning.